# FBK Kaunas
El FBK Kaunas fue un club de fútbol situado en Kaunas, Lituania.  
Fue fundado en 1959 como «Banga Kaunas» y durante la época soviética ganó dos ligas lituanas en 1986 y 1989. Con la independencia de Lituania vivió su mejor época deportiva entre 1999 y 2008, en la que ganó ocho ligas nacionales, cuatro copas y tres supercopas bajo la propiedad de Vladimir Romanov. Sin embargo, la pérdida de patrocinadores provocó su quiebra en la década de 2010. 

## Historia
El primer club de Kaunas fue el «Žalgiris Kaunas», establecido en 1945. Tras su desaparición, se cubrió el hueco con la fundación en 1959 del «Banga Kaunas». Durante años formó parte del campeonato lituano, entonces integrado en el sistema de ligas soviético, y en la década de 1980 vivió su mayor momento de gloria con dos títulos en 1986 y 1989. Con la independencia de Lituania se inscribió en la máxima categoría nacional (A Lyga) y vivió importantes cambios. En 1991 absorbió al plantel del Vilija Kaunas y dos años después, cuando tomó el control de la sección de béisbol, pasó a llamarse «FBK Kaunas» (Club de Fútbol y Béisbol).
A finales de la década de 1990 pudo mejorar la plantilla y aspirar a todos los títulos nacionales gracias al patrocinio del banco Ūkio bankas, propiedad del millonario Vladimir Romanov. En el periodo comprendido entre 1999 y 2008 ganó un total de ocho ligas (seis consecutivas entre 1999 y 2004), cuatro Copas de Lituania y tres Supercopas, sin posicionar nunca por debajo del segundo puesto. A nivel internacional ganó la Liga Báltica de 2008 y fue la primera entidad del país que se metió en la tercera fase de clasificación de la Liga de Campeones de la UEFA, tras eliminar al Glasgow Rangers en la edición 2008-09.
Romanov también era propietario del Heart of Midlothian de la Premier League escocesa desde 2004, así como del MTZ-RIPO bielorruso. El mandatario aprovechó esta situación para que los mejores lituanos del FBK Kaunas pudieran desarrollarse en el más competitivo torneo escocés, tales como Marius Žaliūkas, Andrius Velička, Saulius Mikoliūnas y Edgaras Jankauskas.
Las discrepancias de Romanov con la Federación Lituana de Fútbol motivaron que no inscribiese al equipo en la temporada 2009, pasando a jugar en la tercera categoría. En ese tiempo perdió el apoyo de todos los patrocinadores e incluso del Ūkio bankas, sumido en una grave crisis crediticia. A pesar de que regresó a la A Lyga en 2011, solo pudo terminar en décimo lugar y le fue retirada la licencia profesional. 

## Uniforme
- Uniforme principal: Camiseta amarilla y verde a cuadros, pantalón verde y medias amarillas.
- Uniforme secundario: Camiseta, pantalón y medias verdes.

## Estadio

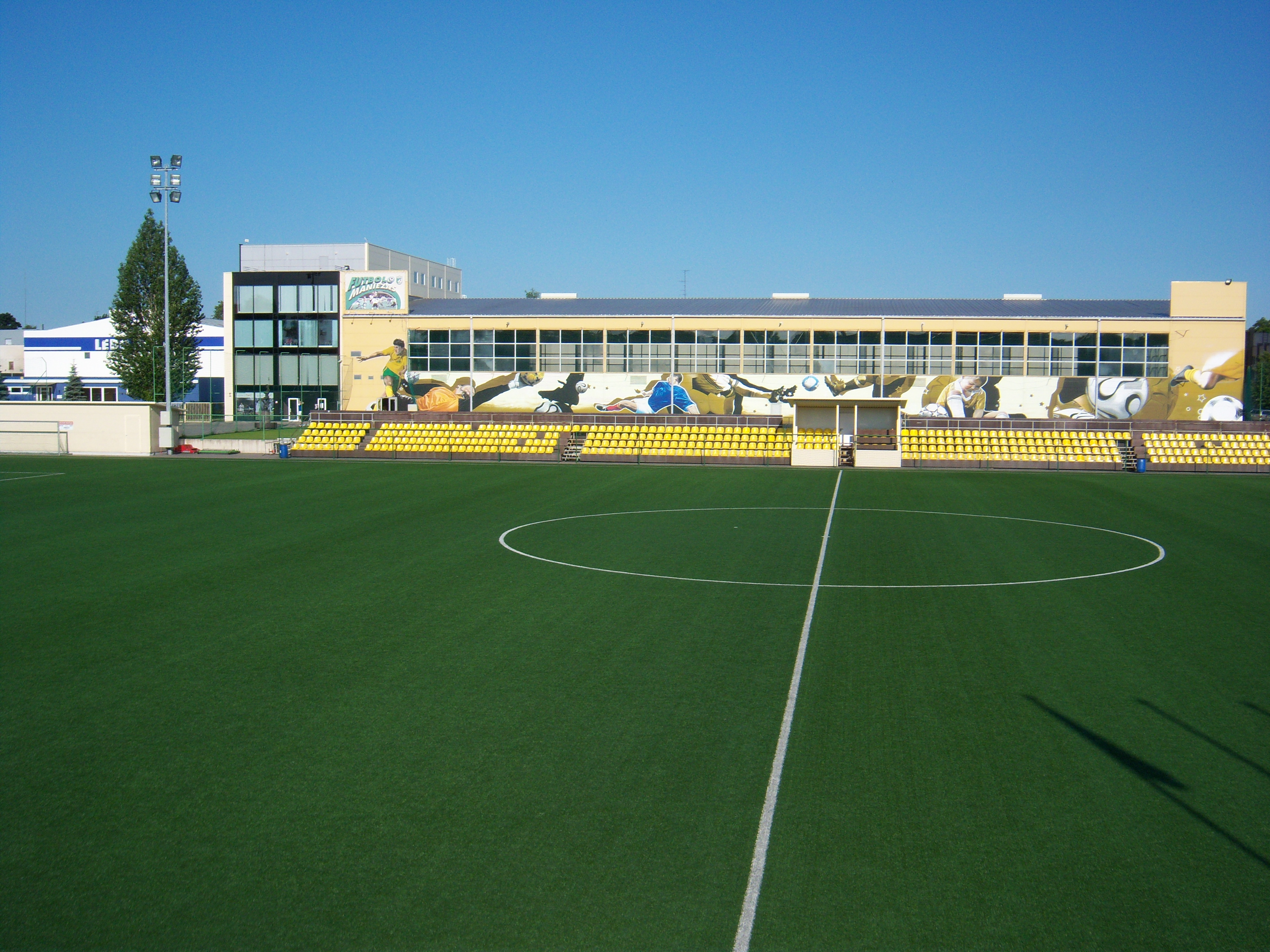
Campo de la Academia Nacional de Fútbol de Lituania (NFA stadionas).

Después de la refundación, el FBK Kaunas disputaba sus partidos como local en los campos de la Academia Nacional de Fútbol de Lituania. El más grande, de césped artificial, dispone de una grada con aforo para 500 personas. Su anterior hogar era el Estadio S. Darius y S. Girėnas, que hasta 2010 se trataba del feudo más grande del país con 9180 localidades y césped natural.

## Datos del club
- Temporadas en Primera División de Lituania: 20

Mejor posición: 1º (ocho ocasiones, la última en la temporada 2007)
Peor posición: 10.º (temporada 2010)
- Temporadas en Segunda División de Lituania: 1

Mejor posición: 1º (temporada 2009)
- Participaciones en la Liga de Campeones de la UEFA: 8

Veces que ha llegado a la fase de grupos: Ninguna
Mejor posición: Tercera ronda de clasificación (temporada 2008-09)
Mayor victoria en Liga de Campeones: FBK Kaunas (4:0) Havnar Bóltfelag (temporada 2005-06)
Mayor derrota en Liga de Campeones: Celtic F. C. (4:0) FBK Kaunas (temporada 2003-04)
- Participaciones en la Copa de la UEFA: 3

Mejor posición: Primera ronda (temporada 2008-09)
Mayor victoria en UEFA: FBK Kaunas (3:1) Portadown F. C. (temporada 2006-07)
Mayor derrota en UEFA: U. C. Sampdoria (5:0) FBK Kaunas (temporada 2008-09)

### Denominaciones
- 1959 a 1993: Banga Kaunas
- 1993 a 1999: Kauno futbolo beisbolo klubas (FBK Kaunas)
- 1999 a 2000: Žalgiris Kaunas
- 2000 a 2012: Kauno futbolo beisbolo klubas (FBK Kaunas)

## Palmarés
| Competición                            | Títulos                                        | Subcampeonatos   |
| -------------------------------------- | ---------------------------------------------- | ---------------- |
| A Lyga (8)                             | 1999, 2000, 2001, 2002, 2003, 2004, 2006, 2007 | 2005, 2008       |
| Copa de Lituania (4)                   | 2001, 2004, 2005, 2008                         | 1998, 1999       |
| Supercopa de Lituania (3)              | 2002, 2004, 2006                               | 2003, 2005       |
| 1 Lyga (1)                             | 2010                                           |                  |
| 2 Lyga (1)                             | 2009                                           |                  |
| Liga Báltica (1)                       | 2008                                           |                  |
| Liga Republicana Soviética Lituana (2) | 1986, 1989                                     |                  |
| Copa Republicana Soviética Lituana (1) | 1989                                           | 1984, 1985, 1986 |

## Participación en competiciones de la UEFA
| Temporada | Torneo                | Ronda             | Club             | Casa | Visita | Global   |
| --------- | --------------------- | ----------------- | ---------------- | ---- | ------ | -------- |
| 1996–97   | Copa Intertoto        | Fase de grupos    | Lillestrøm SK    | 1–4  | —      | 4° Lugar |
| 1996–97   | Copa Intertoto        | Fase de grupos    | FC Nantes        | —    | 1–3    | 4° Lugar |
| 1996–97   | Copa Intertoto        | Fase de grupos    | Sligo Rovers     | 1–0  | —      | 4° Lugar |
| 1996–97   | Copa Intertoto        | Fase de grupos    | Heerenveen       | —    | 1–3    | 4° Lugar |
| 1997–98   | Copa Intertoto        | Fase de grupos    | Samsunspor       | 0–1  | —      | 3° Lugar |
| 1997–98   | Copa Intertoto        | Fase de grupos    | Leiftur          | —    | 3–2    | 3° Lugar |
| 1997–98   | Copa Intertoto        | Fase de grupos    | Hamburger SV     | 1–2  | —      | 3° Lugar |
| 1997–98   | Copa Intertoto        | Fase de grupos    | Odense           | —    | 2–2    | 3° Lugar |
| 1999–00   | UEFA Cup              | Clasificatoria    | Maccabi Tel Aviv | 2–1  | 1–3    | 3–4      |
| 2000–01   | UEFA Champions League | 1° Clasificatoria | NK Brotnjo       | 4–0  | 0–3    | 4–3      |
| 2000–01   | UEFA Champions League | 2° Clasificatoria | Rangers FC       | 0–0  | 1–4    | 1–4      |
| 2001–02   | UEFA Champions League | 1° Clasificatoria | Sloga Jugomagnat | 1–1  | 0–0    | 1–1      |
| 2002–03   | UEFA Champions League | 1° Clasificatoria | Dinamo Tirana    | 2–3  | 0–0    | 2–3      |
| 2003–04   | UEFA Champions League | 1° Clasificatoria | HB               | 4–1  | 1–0    | 5–1      |
| 2003–04   | UEFA Champions League | 2° Clasificatoria | Celtic           | 0–4  | 0–1    | 0–5      |
| 2004–05   | UEFA Champions League | 1° Clasificatoria | Sliema Wanderers | 4–1  | 2–0    | 6–1      |
| 2004–05   | UEFA Champions League | 2° Clasificatoria | Djurgården       | 0–2  | 0–0    | 0–2      |
| 2005–06   | UEFA Champions League | 1° Clasificatoria | HB               | 4–0  | 4–2    | 8–2      |
| 2005–06   | UEFA Champions League | 2° Clasificatoria | Liverpool        | 1–3  | 0–2    | 1–5      |
| 2006–07   | UEFA Cup              | 1° Clasificatoria | Portadown        | 1–0  | 3–1    | 4–1      |
| 2006–07   | UEFA Cup              | 2° Clasificatoria | Randers          | 1–0  | 1–3    | 2–3      |
| 2007–08   | UEFA Champions League | 1° Clasificatoria | Zeta             | 3–2  | 1–3    | 4–5      |
| 2008–09   | UEFA Champions League | 1° Clasificatoria | Santa Coloma     | 3–1  | 4–1    | 7–2      |
| 2008–09   | UEFA Champions League | 2° Clasificatoria | Rangers FC       | 2–1  | 0–0    | 2–1      |
| 2008–09   | UEFA Champions League | 3° Clasificatoria | AaB              | 0–2  | 0–2    | 0–4      |
| 2008–09   | UEFA Cup              | 1                 | Sampdoria        | 1–2  | 0–5    | 1–7      |
| 2009–10   | UEFA Europa League    | 2° Clasificatoria | Sevojno          | 1–1  | 0–0    | 1–1 (a)  |